# Matthew Richardson (Australianfootballspeler)
Matthew Richardson (Devonport, 19 maart 1975) is een voormalig Australianfootballspeler die uitkwam voor Richmond in de Australian Football League (AFL). Hij won tijdens zijn loopbaan veel prijzen en werd daarna sportcommentator.
Richardson was actief als speler tussen 1993 en 2009. In die periode kwam hij 282 keer uit voor Richmond en scoorde 800 goals. Zijn bijnaam luidde Richo.